# سركوك صفصافي الورق
سركوك صفصافي الورق (الاسم العلمي Sarcococca saligna) ، نوع من النباتات المزهرة من السركوك. هذه الشجيرة هي أصيلة في شمال باكستان. اسمها الشائع في باكستان هو شيحة.